# Football Club de Sion 2001-2002
Questa voce raccoglie le informazioni riguardanti il Football Club de Sion nelle competizioni ufficiali della stagione 2001-2002.

## Stagione
Nella stagione 2001-2002 il Sion, allenato da Laurent Roussey, concluse il campionato di Lega Nazionale A al 6º posto. Il Sion concluse il girone di play-off all'8º posto.

## Rosa
| N. |                           | Ruolo | Calciatore              |
| -- | ------------------------- | ----- | ----------------------- |
| 4  | Svizzera (bandiera)       | D     | Stéphane Sarni          |
| 18 | Svizzera (bandiera)       | P     | Nicolas Beney           |
| 25 | Svizzera (bandiera)       | P     | Johnny Leoni            |
| 12 | Camerun (bandiera)        | D     | Armand Deumi            |
| 3  | Svizzera (bandiera)       | D     | Grégory Duruz           |
| 19 | Camerun (bandiera)        | D     | Eugène Ekobo            |
| 5  | Svizzera (bandiera)       | D     | Stéphane Grichting      |
| 6  | Svizzera (bandiera)       | D     | Marc Hottiger           |
| 27 | Rep. del Congo (bandiera) | D     | Busula Kikunda          |
| 23 | Italia (bandiera)         | D     | Michele Morganella      |
| 29 | Spagna (bandiera)         | D     | Jacob Prats             |
| 24 | Francia (bandiera)        | D     | Anthony Sirufo          |
| 17 | Camerun (bandiera)        | D     | Jean-Pierre Tcheutchoua |
| 4  | Belgio (bandiera)         | D     | Furo Yenemi             |

| N. |                         | Ruolo | Calciatore           |
| -- | ----------------------- | ----- | -------------------- |
| 2  | Svizzera (bandiera)     | C     | Fabrice Bridy        |
| 26 | Svizzera (bandiera)     | C     | Michael Christen     |
| 20 | Svizzera (bandiera)     | C     | Johan Luyet          |
| 7  | Svizzera (bandiera)     | C     | Dieudonné Manjoh     |
| 13 | Svizzera (bandiera)     | C     | Nicolas Marazzi      |
| 21 | Italia (bandiera)       | C     | Dino Perdichizzi     |
| 8  | Svizzera (bandiera)     | C     | Blaise Piffaretti    |
| 16 | Svizzera (bandiera)     | C     | David Vernaz         |
| 9  | Turchia (bandiera)      | A     | Izzet Akgül          |
| 28 | Svizzera (bandiera)     | A     | Olivier Doglia       |
| 14 | RD del Congo (bandiera) | A     | Mobulu M'Futi        |
| 22 | Camerun (bandiera)      | A     | Samuel Ojong         |
| 15 | Brasile (bandiera)      | A     | Rogerio Moreira      |
| 11 | RD del Congo (bandiera) | A     | Jean-Jacques Yemweni |

## Organigramma societario
Area tecnica
- Allenatore: Laurent Roussey
- Allenatore in seconda:
- Preparatore dei portieri:
- Preparatori atletici:

## Calciomercato

### Sessione estiva
| Acquisti | Acquisti | Acquisti | Acquisti |
| R.       | Nome     | da       | Modalità |
| -------- | -------- | -------- | -------- |

| Cessioni | Cessioni | Cessioni | Cessioni |
| R.       | Nome     | a        | Modalità |
| -------- | -------- | -------- | -------- |

### Sessione invernale
| Acquisti | Acquisti | Acquisti | Acquisti |
| R.       | Nome     | da       | Modalità |
| -------- | -------- | -------- | -------- |

| Cessioni | Cessioni | Cessioni | Cessioni |
| R.       | Nome     | a        | Modalità |
| -------- | -------- | -------- | -------- |

## Risultati

### Lega Nazionale A

#### andata
| Arbitro: | Bertolini |

|                                                               |           |                   |
| Moreira 5’ Duruz 29’ Poueys 55’, 59’, 62’ Ojong 79’, 81’, 86’ | Marcatori | 48’ Koumantarakis |

| Neuchâtel 14 luglio 2001, ore 19:30 CEST 2ª giornata | Neuchâtel Xamax | 0 – 0 referto | Sion | La Maladière (5 800 spett.)\| Arbitro: \| Wildhaber \| |
| Arbitro:                                             | Wildhaber       |               |      |                                                        |

| Arbitro: | Schluchter |

|  |           |            |
|  | Marcatori | 64’ Tarone |

| Arbitro: | Meier |

|  |           |            |
|  | Marcatori | 90’ M'Futi |

| Arbitro: | Leuba |

|                              |           |               |
| Tcheutchoua 35’ Djurisic 90’ | Marcatori | 15’ Chapuisat |

| Arbitro: | Schmid |

|                                     |           |                             |
| Berisha 6’, 51’ Sermeter 48’ (rig.) | Marcatori | 14’ Moreira 81’ Constantino |

| Arbitro: | Beck |

|                                |           |             |
| Constantino 3’ Poueys 22’, 81’ | Marcatori | 45’ Alcorsé |

| Arbitro: | Meier |

|           |           |                               |
| Deumi 58’ | Marcatori | 23’ Frei 61’ Lonfat 90’ Oruma |

| Arbitro: | Busacca |

|  |           |            |
|  | Marcatori | 73’ Poueys |

| Arbitro: | Salm |

|                   |           |  |
| Poueys 90’ (rig.) | Marcatori |  |

| Zurigo 15 settembre 2001, ore 16:45 CEST 11ª giornata | Zurigo | 0 – 0 referto | Sion | Stadio Letzigrund (3 300 spett.)\| Arbitro: \| Nobs \| |
| Arbitro:                                              | Nobs   |               |      |                                                        |

#### ritorno
| Arbitro: | Rogalla |

|                                    |           |            |
| Giménez 43’ Tcheutchoua 88’ (aut.) | Marcatori | 65’ Poueys |

| Arbitro: | Petignat |

|  |           |                                               |
|  | Marcatori | 19’ Geijo 28’ Baubonne 81’, 87’ Tachie-Mensah |

| Arbitro: | Etter |

|                    |           |                     |
| Okpala 44’ Gil 63’ | Marcatori | 4’ Vernaz 45’ Deumi |

| Arbitro: | Wildhaber |

|                                                        |           |  |
| Moreira 34’ (rig.), 47’ Ojong 67’ Vernaz 85’ Deumi 90’ | Marcatori |  |

| Arbitro: | Circhetta |

|  |           |                           |
|  | Marcatori | 57’ Ojong 69’, 82’ Poueys |

| Arbitro: | Leuba |

|            |           |  |
| Poueys 63’ | Marcatori |  |

| Arbitro: | Schmid |

|                  |           |                                                              |
| Alcorsé 76’, 89’ | Marcatori | 31’, 61’, 85’ Moreira 50’ (rig.) Poueys 67’ Vernaz 81’ Bridy |

| Arbitro: | Wildhaber |

|                       |           |                                  |
| Lonfat 32’ Robert 73’ | Marcatori | 55’ Ojong 68’ Moreira 90’ M'Futi |

| Arbitro: | Rogalla |

|  |           |            |
|  | Marcatori | 76’ Chaile |

| Arbitro: | Circhetta |

|                          |           |              |
| Leandro 4’ Chaveriat 31’ | Marcatori | 25’ Djurisic |

| Arbitro: | Wildhaber |

|  |           |           |
|  | Marcatori | 86’ Magro |

### Play-off

#### Andata
| Arbitro: | Bertolini |

|                                                           |           |  |
| Tikva 4’ (rig.) Vardanyan 25’ Descloux 45’ Vonlanthen 89’ | Marcatori |  |

| Arbitro: | Meier |

|  |           |               |
|  | Marcatori | 65’, 90’ Gane |

| Arbitro: | Beck |

|                           |           |                |
| Magro 5’ (rig.) Yasar 26’ | Marcatori | 12’ Piffaretti |

| Arbitro: | Meßner |

|                                           |           |  |
| Yakın 17’, 36’ Chipperfield 60’ Ergić 74’ | Marcatori |  |

| Arbitro: | Rogalla |

|           |           |                                       |
| Akgül 19’ | Marcatori | 11’ Biaggi 14’, 89’ Rossi 40’ Bastida |

| Arbitro: | Schmid |

|                       |           |                                                   |
| Moreira 51’ Ojong 74’ | Marcatori | 22’ (aut.) Piffaretti 62’ (rig.) Frei 83’ Marcelo |

| Arbitro: | Leuba |

|                  |           |  |
| Núñez 74’ (rig.) | Marcatori |  |

#### Ritorno
| Arbitro: | Petignat |

|  |           |                        |
|  | Marcatori | 22’ Petrić 88’ Cabanas |

| Arbitro: | Bertolini |

|                                |           |             |
| Frei 63’, 70’, 83’ (rig.), 90’ | Marcatori | 79’ Marazzi |

| Arbitro: | Salm |

|  |           |                                   |
|  | Marcatori | 3’, 40’ Koumantarakis 17’ Giménez |

| Arbitro: | Beck |

|                              |           |  |
| Bastida 19’ Rossi 85’ (rig.) | Marcatori |  |

| Arbitro: | Circhetta |

|           |           |            |
| Ekobo 87’ | Marcatori | 90’ Chihab |

| Arbitro: | Nobs |

|                      |           |            |
| Imhof 60’ Walker 88’ | Marcatori | 39’ M'Futi |

| Arbitro: | Etter |

|                             |           |           |
| Moreira 15’, 90’ M'Futi 54’ | Marcatori | 26’ Tikva |

## Statistiche

### Statistiche di squadra
| Competizione     | Punti | In casa | In casa | In casa | In casa | In casa | In casa | In trasferta | In trasferta | In trasferta | In trasferta | In trasferta | In trasferta | Totale | Totale | Totale | Totale | Totale | Totale | DR  |
| Competizione     | Punti | G       | V       | N       | P       | Gf      | Gs      | G            | V            | N            | P            | Gf           | Gs           | G      | V      | N      | P      | Gf     | Gs     | DR  |
| ---------------- | ----- | ------- | ------- | ------- | ------- | ------- | ------- | ------------ | ------------ | ------------ | ------------ | ------------ | ------------ | ------ | ------ | ------ | ------ | ------ | ------ | --- |
| Lega Nazionale A | 33    | 11      | 6       | 0       | 5       | 21      | 13      | 11           | 4            | 3            | 4            | 19           | 16           | 22     | 10     | 3      | 9      | 40     | 29     | +11 |
| Play-off         | -     | 7       | 1       | 1       | 5       | 7       | 16      | 7            | 0            | 0            | 7            | 3            | 19           | 14     | 1      | 1      | 12     | 10     | 35     | -25 |
| Totale           | 33    | 18      | 7       | 1       | 10      | 28      | 29      | 18           | 4            | 3            | 11           | 22           | 35           | 36     | 11     | 4      | 21     | 50     | 64     | -14 |

### Andamento in campionato
| Giornata  | 1 | 2 | 3 | 4 | 5 | 6 | 7 | 8 | 9 | 10 | 11 | 12 | 13 | 14 | 15 | 16 | 17 | 18 | 19 | 20 | 21 | 22 |
| --------- | - | - | - | - | - | - | - | - | - | -- | -- | -- | -- | -- | -- | -- | -- | -- | -- | -- | -- | -- |
| Luogo     | C | T | C | T | C | T | C | C | T | C  | T  | T  | C  | T  | C  | T  | C  | T  | T  | C  | T  | C  |
| Risultato | V | N | P | V | V | P | V | P | P | V  | N  | P  | P  | N  | V  | V  | V  | V  | V  | P  | P  | P  |
| Posizione | 1 | 2 | 5 | 2 | 2 | 4 | 2 | 4 | 7 | 4  | 4  | 8  | 9  | 9  | 7  | 6  | 5  | 2  | 2  | 3  | 5  | 6  |

Legenda:

Luogo: C = Casa; T = Trasferta. Risultato: V = Vittoria; N = Pareggio; P = Sconfitta.

### Statistiche dei giocatori
| I. Akgül       | 8  | 1  | 0 | 0 |
| N. Beney       | 1  | 0  | 1 | 0 |
| F. Borer       | 21 | 0  | 1 | 0 |
| F. Bridy       | 13 | 1  | 3 | 0 |
| M. Christen    | 0  | 0  | 0 | 0 |
| P. Constantino | 5  | 2  | 0 | 0 |
| A. Deumi       | 19 | 3  | 4 | 2 |
| D. Djurisic    | 16 | 2  | 3 | 1 |
| O. Doglia      | 6  | 0  | 0 | 0 |
| G. Duruz       | 19 | 1  | 2 | 1 |
| E. Ekobo       | 22 | 0  | 3 | 0 |
| S. Grichting   | 21 | 0  | 4 | 0 |
| M. Hottiger    | 22 | 0  | 2 | 0 |
| B. Kikunda     | 2  | 0  | 0 | 0 |
| J. Leoni       | 0  | 0  | 0 | 0 |
| J. Luyet       | 3  | 0  | 0 | 0 |
| M. M'Futi      | 12 | 2  | 1 | 0 |
| D. Manjoh      | 0  | 0  | 0 | 0 |
| N. Marazzi     | 16 | 0  | 1 | 0 |
| R. Moreira     | 18 | 8  | 4 | 1 |
| M. Morganella  | 0  | 0  | 0 | 0 |
| S. Ojong       | 18 | 6  | 1 | 0 |
| D. Perdichizzi | 1  | 0  | 0 | 0 |
| B. Piffaretti  | 19 | 0  | 0 | 1 |
| J. Poueys      | 20 | 12 | 5 | 1 |
| J. Prats       | 0  | 0  | 0 | 0 |
| S. Sarni       | 0  | 0  | 0 | 0 |
| A. Sirufo      | 0  | 0  | 0 | 0 |
| J. Tcheutchoua | 19 | 1  | 2 | 0 |
| D. Vernaz      | 20 | 3  | 4 | 0 |
| J. Yemweni     | 0  | 0  | 0 | 0 |
| F. Yenemi      | 0  | 0  | 0 | 0 |